# Oratorio di San Tommaso in Laterano
Oratorio di San Tommaso in Laterano var ett oratorium i Rom, helgat åt aposteln Tomas. Oratoriet var beläget i portiken till den gamla Lateranbasilikan i Rione Monti.

## Kyrkans historia
Liber Pontificalis nämner att påve Johannes XII (955–964) lät uppföra oratoriet år 956. Bredvid oratoriet var Secretarium Lateranense, det vill säga sakristian, belägen.
År 1308 eldhärjades Lateranbasilikan och oratoriet blev allvarligt åtgånget. Påve Clemens V (1305–1314) lät restaurera basilikan och oratoriet.
Inför Jubelåret 1650 uppdrog påve Innocentius X (1644–1655) åt arkitekten Francesco Borromini att bygga om Lateranbasilikan. Oratoriet revs år 1649; det existerar inte några detaljerade beskrivningar av dess arkitektoniska utseende eller dess interiördekorationer.